# Аоморі

40°49′20.02″ пн. ш. 140°44′50.73″ сх. д. / 40.8222278° пн. ш. 140.7474250° сх. д.
Аомо́рі (яп. 青森市, あおもりし, МФА: [aomoɾʲi ɕi̥]) — місто в Японії, в префектурі Аоморі.

## Загальні відомості
Аоморі розташоване в центральній частині префектури. Воно входить до списку центральних міст державного Японії і є адміністративним центром префектури. Аоморі виконує роль транспортного коридору між двома великими островами Хонсю і Хоккайдо, Японським морем і Тихим океаном. Основою економіки міста є сільське господарство, вирощування яблук, чорної смородини, розведення і вилов молюсків гребінців, а також виробництва хаккодаської яловичини. Щорічно в Аоморі проходять великі нічні паради небута з велетенськими ліхтарями. В місті розташована найбільша в країні поселення-стоянка епохи неоліту. Станом на 1 липня 2008 населення міста становило 304 273 осіб.

## Географія

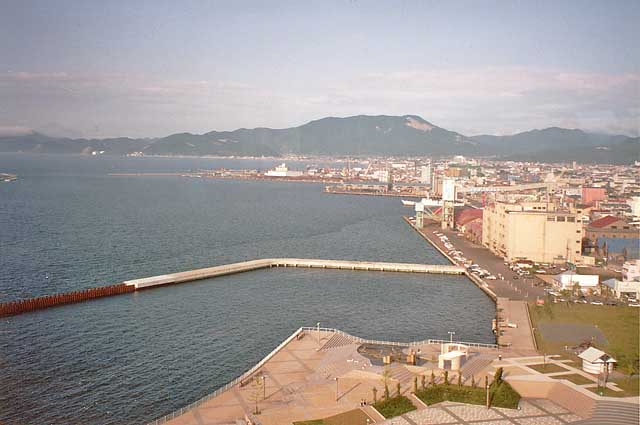
Порт Аоморі на берегах затоки Муцу, у північній частині міста.

Аоморі розташоване на північних берегах затоки Муцу, у рівнині Аоморі, центральній частині префектури Аоморі. Місто затиснине з усіх сторін горами, найбільшими з яких є вулканічна гряда Хаккода.
Аоморі межує на заході з селом Йомоґіта та містом Ґосьоґавара, на південному заході з містечками Ітаянаґі, Фудзісакі та селом Інакадате, на півдні з містами Куроїсі, Хіракава та Товада, і на сході з містечками Сітінохе та Хіранай. Північна сторона міста Аоморі омивається водами затоки Муцу.
Площа міста становить 824,56 км². Це найбільше місто на території префектури Аоморі.

### Клімат
Місто знаходиться у зоні, котра характеризується вологим субтропічним кліматом. Найтепліший місяць — серпень із середньою температурою 23.3 °C (74 °F). Найхолодніший місяць — січень, із середньою температурою -1.7 °С (29 °F).
Зими в Аоморі відносно теплі, але дуже сніжні: 1981 року тут товщина випавшого снігу становила 196 см, що залишається рекордом для Японії. Середня кількість опадів повітря у 1999–2007 роках коливалася між 1300–1400 мм.
| Клімат Аоморі           | Клімат Аоморі | Клімат Аоморі | Клімат Аоморі | Клімат Аоморі | Клімат Аоморі | Клімат Аоморі | Клімат Аоморі | Клімат Аоморі | Клімат Аоморі | Клімат Аоморі | Клімат Аоморі | Клімат Аоморі | Клімат Аоморі |
| Показник                | Січ.          | Лют.          | Бер.          | Квіт.         | Трав.         | Черв.         | Лип.          | Серп.         | Вер.          | Жовт.         | Лист.         | Груд.         | Рік           |
| Абсолютний максимум, °C | 13            | 11            | 20            | 25            | 29            | 30            | 33            | 36            | 36            | 26            | 24            | 21            | 36            |
| Середній максимум, °C   | 0             | 1             | 4             | 12            | 17            | 20            | 25            | 27            | 23            | 17            | 10            | 3             | 13            |
| Середня температура, °C | −1            | −1            | 1             | 8             | 13            | 17            | 21            | 23            | 18            | 12            | 6             | 1             | 10            |
| Середній мінімум, °C    | −6            | −6            | −3            | 2             | 7             | 12            | 17            | 18            | 14            | 7             | 2             | −3            | 5             |
| Абсолютний мінімум, °C  | −23           | −24           | −18           | −12           | −1            | 4             | 7             | 8             | 4             | −2            | −9            | −20           | −24           |
| Норма опадів, мм        | 140           | 100           | 80            | 60            | 70            | 80            | 130           | 110           | 130           | 110           | 140           | 160           | 1370          |
| Днів з дощем            | 10            | 8             | 5             | 4             | 5             | 5             | 7             | 6             | 7             | 6             | 7             | 11            | 88            |
| Вологість повітря, %    | 81            | 79            | 75            | 72            | 74            | 80            | 83            | 82            | 80            | 77            | 76            | 79            | 78            |
| ----------------------- | ------------- | ------------- | ------------- | ------------- | ------------- | ------------- | ------------- | ------------- | ------------- | ------------- | ------------- | ------------- | ------------- |
| Джерело: Weatherbase    |               |               |               |               |               |               |               |               |               |               |               |               |               |

## Історія

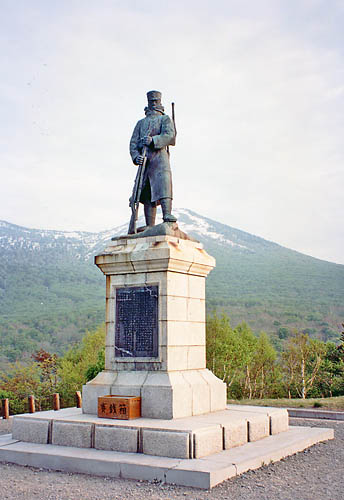
Пам'ятник Ґото Фусаносуке — одному з небагатьох уцілілих під час трагедії в Хаккода 1902 року.

Перші люди оселилися на території Аоморі у період Джьомон (12 000 до н. е. — 300 до н. е.). Свідченням цього є стоянка Саннай Маруяма, найбільше поселення джьомонівців в Японії. Нащадки цих людей були складовою етнічно-соціальної спільноти еміші, яка у 12 столітті була підкорена і асимільована яматосцями, пращурами більшої частини сучасних японців.
В стародавню і середньовічну епоху на території Аоморі існувало декілька розрізнених населених пунктів — порт Охама, рибальське село Уто та ряд постоялих містечок для подорожуючих. У 1489 році самурайський рід Цуцумі захопив землі Аоморійської рівнини і заклав поблизу села Уто дерев'яний замок. Проте через століття, 1585 року, війська Цуґару Таменобу, полководця з сусідньої Цуґарської рівнини, знищили це укріплення і перепідпорядкували собі місцеву округу.
1624 року Цуґару Нобухіра, наступник Таменобу і володар Хіросакі-хану, наказав збудувати на берегах затоки Муцу порт Аоморі, який вже з наступного року почав приймати кораблі. 1626 року до нього було призначено міського урядника з Хіросакі-хану, який розпочав розбудову поселення. Цей рік вважається роком заснування містечка Аоморі..
Протягом усього періоду Едо (1603–1867) Аоморі відігравало роль важливого транспортного пункту в межах володіння Хіросакі-хан роду Цуґару. Воно зв'язувало основні японські землі на острові Хонсю із островом Хоккайдо, батьківщиною айнів.
Після реставрації прямого імператорського правління в Японії 1869 року та адміністративної реформи 1871 року, Хіросакі-хан було перетворено на префектуру Хіросакі. У вересні 1871 року префектурний центр перенесли з Хіросакі до містечка Аоморі і нова адміністративна одиниця отримала назву префектура Аоморі. 1 квітня 1898 року цьому містечку було надано статус міста.
Взимку 1902 року Аоморі стало місцем великої трагедії: на гірському перевалі Хаккода під час військових навчань загинуло 199 вояків з 210. Навчання були підготовкою до майбутньої російсько-японської війни, ведення якої передбачалося у Сибіру.
В часи існування Японської імперії Аоморі та його порт служили важливим військово-стратегічним пунктом. Через це місто сильно постраждало під час Другої світової війни — у жовтні 1945 року авіація США знищила близько 90% його забудов.
Повоєнне Аоморі розвивалося завдяки своєму статусу префектурного центру та порому Аоморі-Хакодате між островами Хонсю і Хоккайдо, який контролював японський уряд. З 1988 року під Цуґарською протокою було прокладено Тунель Аоморі-Хакодате, що замінив цей пором. На початку 21 століття велося будівництво колій швидкісного потягу сінкансену, які мусять з'єднати Аоморі з Токіо та великими містами узбережжя Японського моря і Тихого океану.
1 жовтня 2006 року Аоморі було зараховано до центральних міст Японії.

## Пам'ятки
| Пам'ятка | Опис | Пам'ятка | Опис |
|          | Стоянка Саннай Маруяма — найбільше поселення періоду Джьомон вна Японському архіпелазі. На її території розміщено музей просто неба. Стоянка має статус особливої історичної пам'ятки державного значення. |          | Хаккодський меморіал — пам'ятник зимовій катастрофі 1902 року в районі гір Хаккода. У ній загинуло 199 вояків з 5-го піхотного полку. Врятувалося лише одинадцять чоловік на чолі з Ґото Фусаносуке. |
|          | Сейрюдзі — буддистське святилище секти Сінґон, в якому знаходиться статуя «Великого будди Сьова». Вона є найбільшим скультурним зображенням будди Дайніті Ньорай в Японії.                                 |          | Корабель-пам'ятник «Кодамару» — залізничний пором на лінії Аоморі — Хакодате 1964–1988 років. Корабель перетворено на музей, присвячений історії поромних перевезень.                                |

## Міста-побратими
Аоморі підтримує дружні відносини із 3 містами світу та 1 містом і 1 містечком Японії:
- Кечкемет, Угорщина (1994)
- Пхьонтхек, Південна Корея (1994)
- Далянь, КНР (2004)
- Хакодате, префектура Хоккайдо (1989)
- Якусіма, повіт Кумаґе, префектура Каґосіма (2002)

## Видатні уродженці
- Акіміцу Такаджі (Такагі Сейічі; 1920 - 1995) — відомий японський письменник, що працював у жанрі наукової фантастики та детективу.